# Aloe tulearensis
Aloe tulearensis är en grästrädsväxtart som beskrevs av T.A.Mccoy och John Jacob Lavranos. Aloe tulearensis ingår i släktet Aloe och familjen grästrädsväxter.
Artens utbredningsområde är Madagaskar. Inga underarter finns listade i Catalogue of Life.